# Muhr Ottmár
Muhr Ottmár, Muhr Ottmár Ferenc Vendel (Kassa, 1860. október 5. – Limanowa – Jabloniec, 1914. december 11.) magyar huszártiszt, a 9. Nádasdy-huszárezred parancsnoka, a limanovai csata hősi halottja.

## Pályafutása
Muhr Vencel és Pallhon Anna fiaként született, 1860. október 11-én keresztelték. 1886-tól huszárként szolgált a Császári és Királyi 9. gróf Nádasdy Ferenc Huszárezredben. 1900-ban Szarajevóba küldték szolgálatra, ahol négy-öt évet szolgált. Ezután két évre Kőszegre, majd Sopronba került.
Az első világháború kitörése után a keleti frontra vezényelték. 1914. november 26-án kapta meg ezredparancsnoki kinevezését, és december 8-án vette át a 9. közös huszárezred parancsnokságát az orosz harctéren fekvő Limanowa közelében (Krakkó és Újszandec között). A térségben a fokozatosan erőfölénybe kerülő orosz csapatok előretörése válságossá tette az osztrák–magyar és német csapatok helyzetét.
Az oroszok erősen támadták Limanowa térségét, melyet a megerősített 10. lovashadosztály védett; ennek volt része a 9. Nádasdy-huszárezred is. A limanovai csata tétje az volt, hogy az oroszok át tudnak-e törni Krakkó irányába.

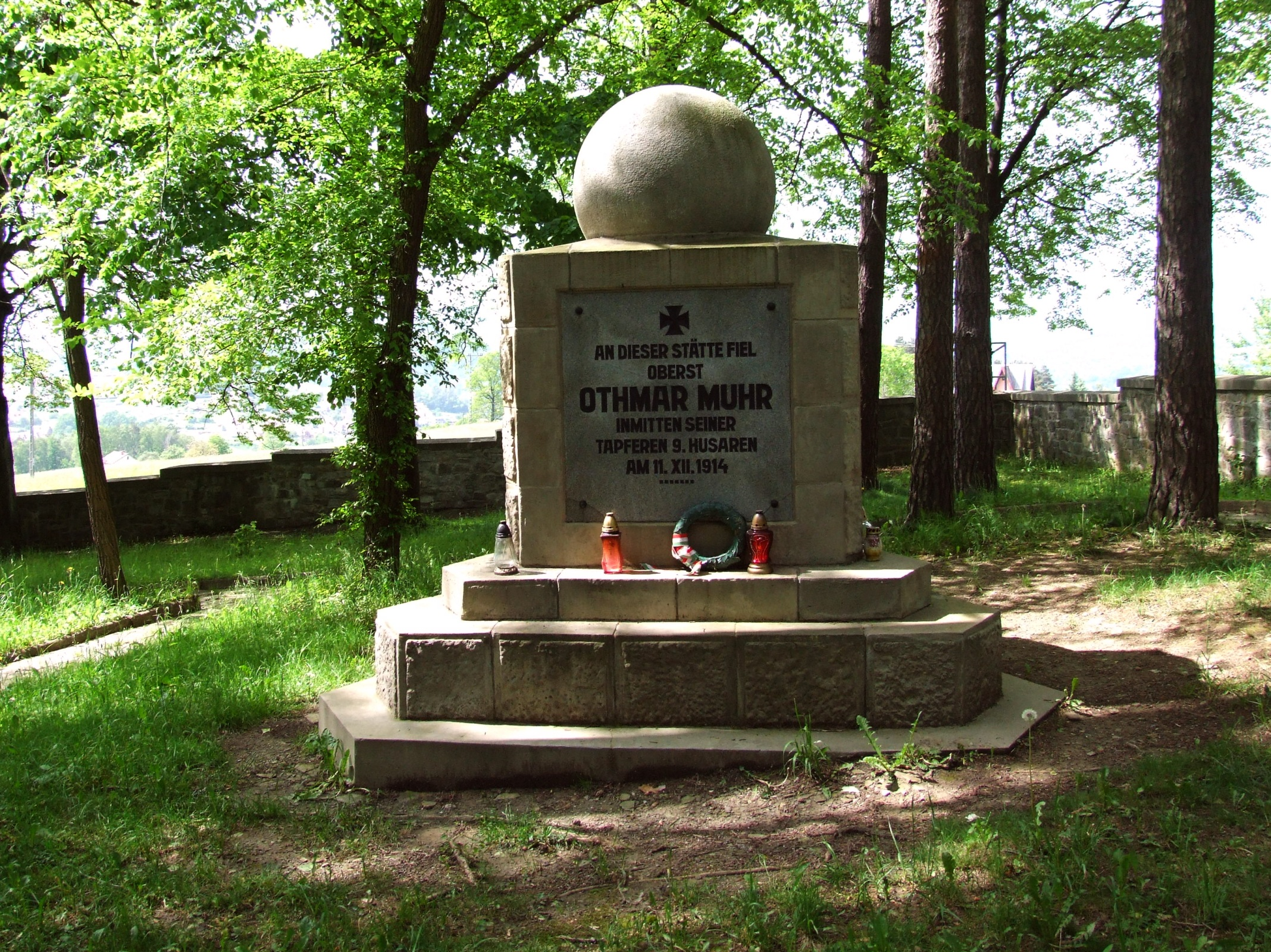
Muhr Ottmár halálának helye – a 9. huszárezred elhunyt katonáinak emlékműve a limanowa–jablonieci katonai temetőben

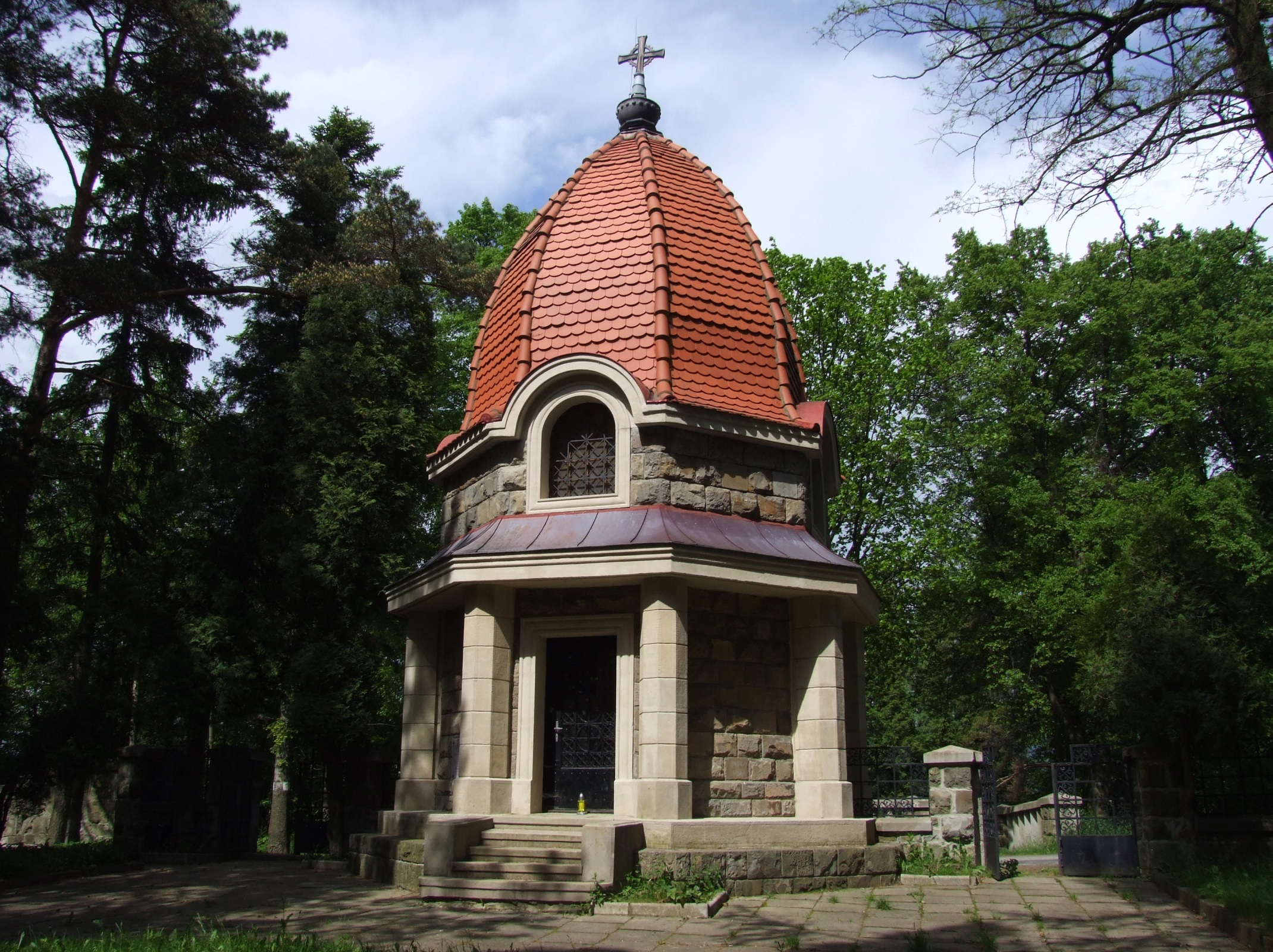
Muhr Ottmár mauzóleumkápolnája a limanowa–jablonieci katonai temetőben

A védők állásai délkelet és kelet felől fogták körbe a várost, mivel ebből az irányból, Újszandec felől várták a támadást. A legfontosabb pontok a limanowa–kaninai műút mentén emelkedő Jabloniec és a várostól délre fekvő Golcóv magaslatok voltak; utóbbit az oroszok december 9-én elfoglalták. december 10-én viszonylagos nyugalom volt. A Muhr vezette 9. huszárezred és a 13. jászkun huszárezred délután 4 órakor parancsot kapott, hogy másnap reggel 6 órára váltsák fel a jablonieci állásokat védő lovasságot. december 11-én hajnali 5 óra után azonban, még sötétben, a magyar középső és jobb szárny ellen orosz gyalogsági roham indult; a támadást nem tudták megállítani, a támadók betörtek az állásokba, és közelharc indult. Ugyanekkor indultak el gyalogosan Limanowa széléről a felváltásra érkező 9-es és 13-as huszárok. A harcokat észlelve Muhr Ottmár azonnal parancsot adott a Nádasdy-huszároknak a támadásra, melynek során őt is halálos puskalövés érte. A támadás azonban sikerrel járt, a védőállásokat 6 óra 15 percre nagy véráldozatok árán visszafoglalták, az orosz támadók visszavonultak.
Bruszilov VIII. hadtestének 15. hadosztálya a délelőtt folyamán több rohamot indított, de az oroszok végül dél körül visszavonultak, amivel a csata eldőlt a monarchia javára. A veszteségek mértékét jelzi, hogy a Nádasdy-huszárezredből csak a tisztek közül 10-12-en vesztették életüket.

## Családja
Családszerető embernek tartották; öt gyermeke volt. A legidősebb Olga után Ernő és Albert Szarajevóban született ottani szolgálata alatt, további két fia pedig a Győző és Ottmár nevet kapták. A második világháborúban Albert huszártisztként esett el az orosz fronton. Muhr Ottmár unokája Muhr Albert, az FTC egykori jégkorongozója.

## Elismertsége, emléke
Hősi halálának híre december 14-én jutott el a hátországba, haditettéről az újságok címlapon számoltak be. Emlékét évtizedeken át megünnepelték Magyarországon. Ferenc József posztumusz nemességet adományozott neki limanovai előnévvel és a Lipót-rend lovagkeresztjével tüntette ki, valamint megkapta a tiszti arany vitézségi érmet is. Sopronban a csatának emlékművet állítottak, melyet azonban az 1950-es években ismeretlenek leromboltak. Az 1980-as évek végén Sárváron huszártörténeti gyűjteményt hoztak létre, ahol Muhr Ottmár emlékanyagát is őrzik.
Muhr és a huszárok emlékét Lengyelországban is ápolják. A jablonieci katonai temetőben 9. huszárezred elesett katonáinak emlékművet állítottak, Muhr Ottmárnak pedig mauzóleumkápolnát emeltek. A csata 90. évfordulóján, 2004-ben ünnepségsorozatot rendeztek, melynek részeként a város, a vajdaság és a lengyel hadsereg képviselői a katonai temetőben megkoszorúzták Muhr Ottmár emlékkápolnáját.